# 前酒海纪

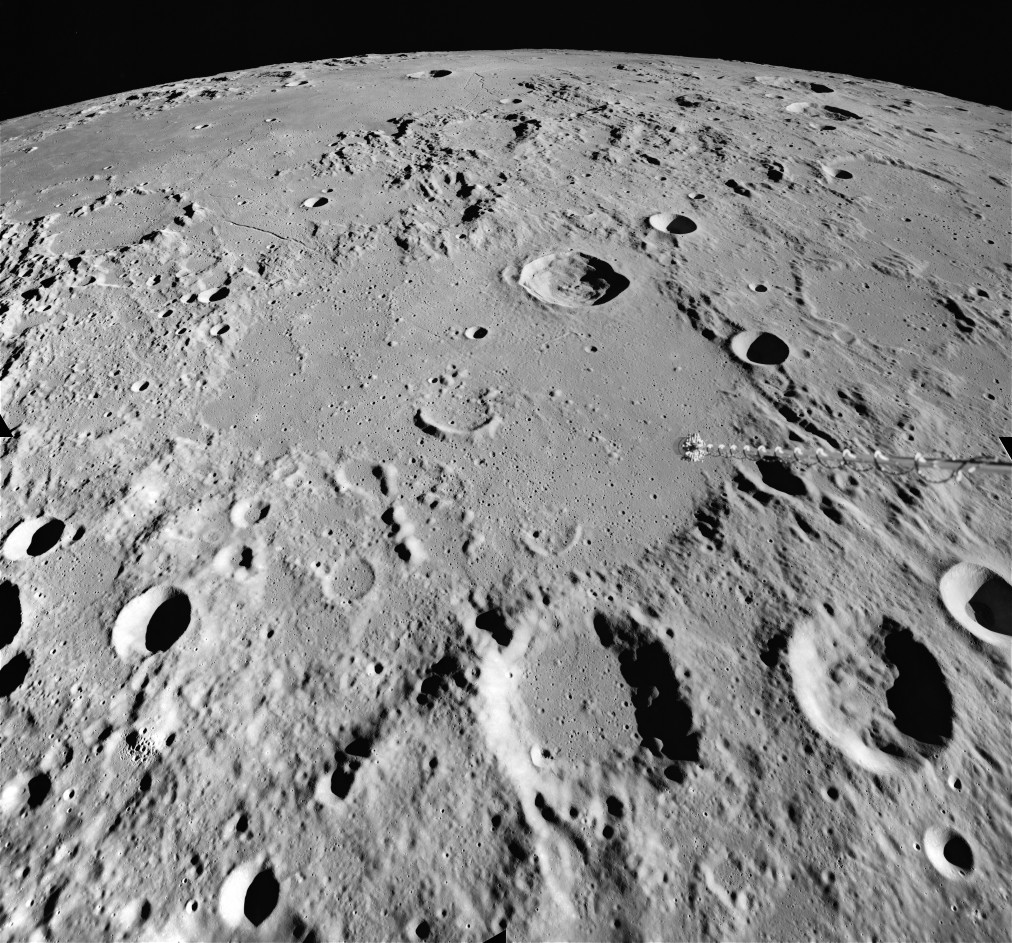
依巴谷环形山

前酒海纪（Pre-Nectarian）是月球地質時代中的第一阶段，指從45億5千萬年前（月球初步形成时期）到39億2千萬年前（酒海形成于隕石撞击）的這段時期，紧随之后的是酒海纪。

## 描述
前酒海纪的月球岩石样本很稀少；它們大部份是由已被后期的撞击，尤其是标志酒海纪大致开始的后期重轰炸期所扰动、擊碎和融化的月面高地物質所組成。前酒海纪高地的主要物質為斜長岩，这表明月球早期地殼主要形成于全球岩漿海洋的結晶。

该地質時代又被非正式地划分为隱生代（45.33-41.72亿年前）和盆地群代1-9（41.72-39.2亿年前），但这一分类並沒有被使用在任何一種地質圖上。

## 在此期间形成的对象

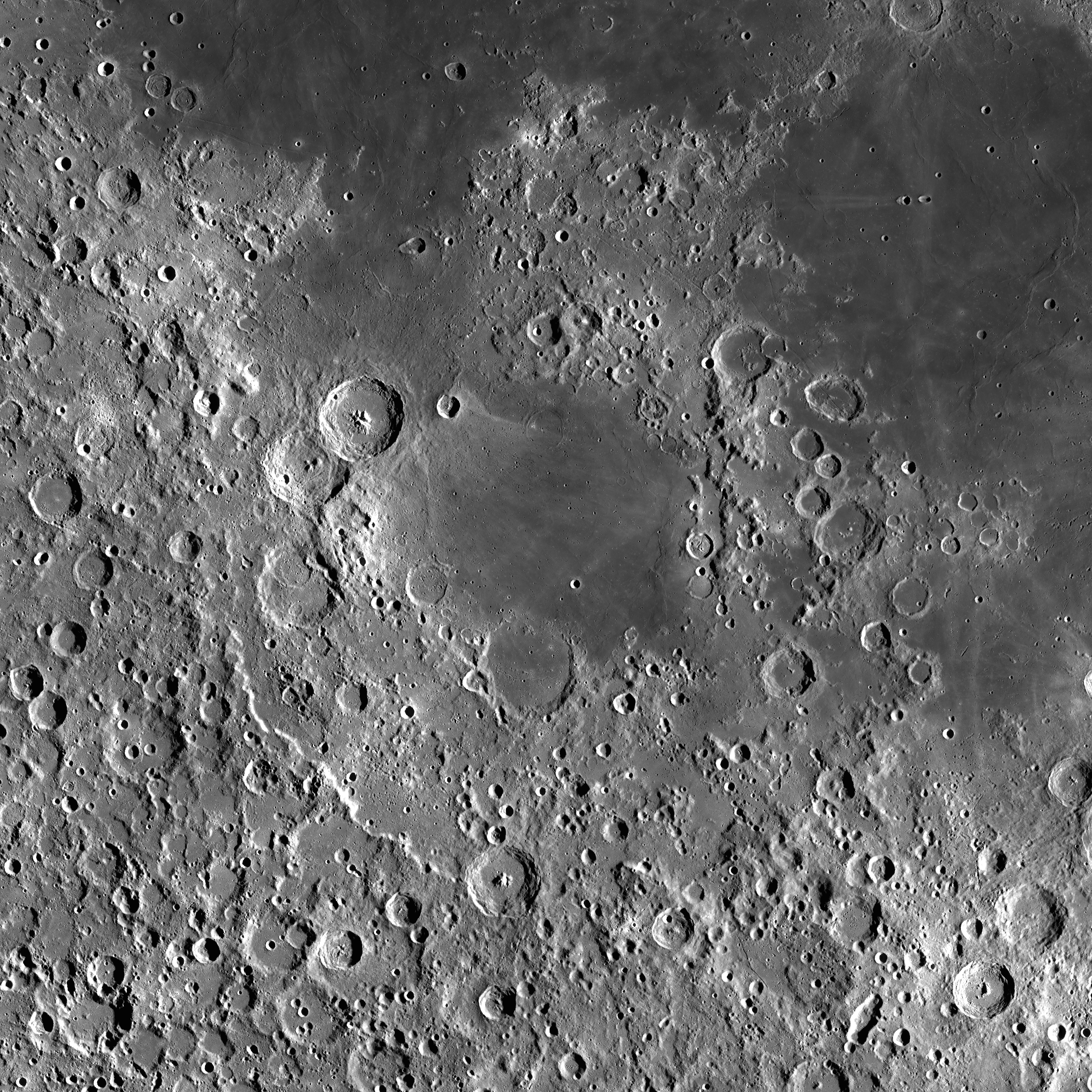
形成于前酒海纪时期的酒海盆地(而酒海本身的形成时间则更晚)

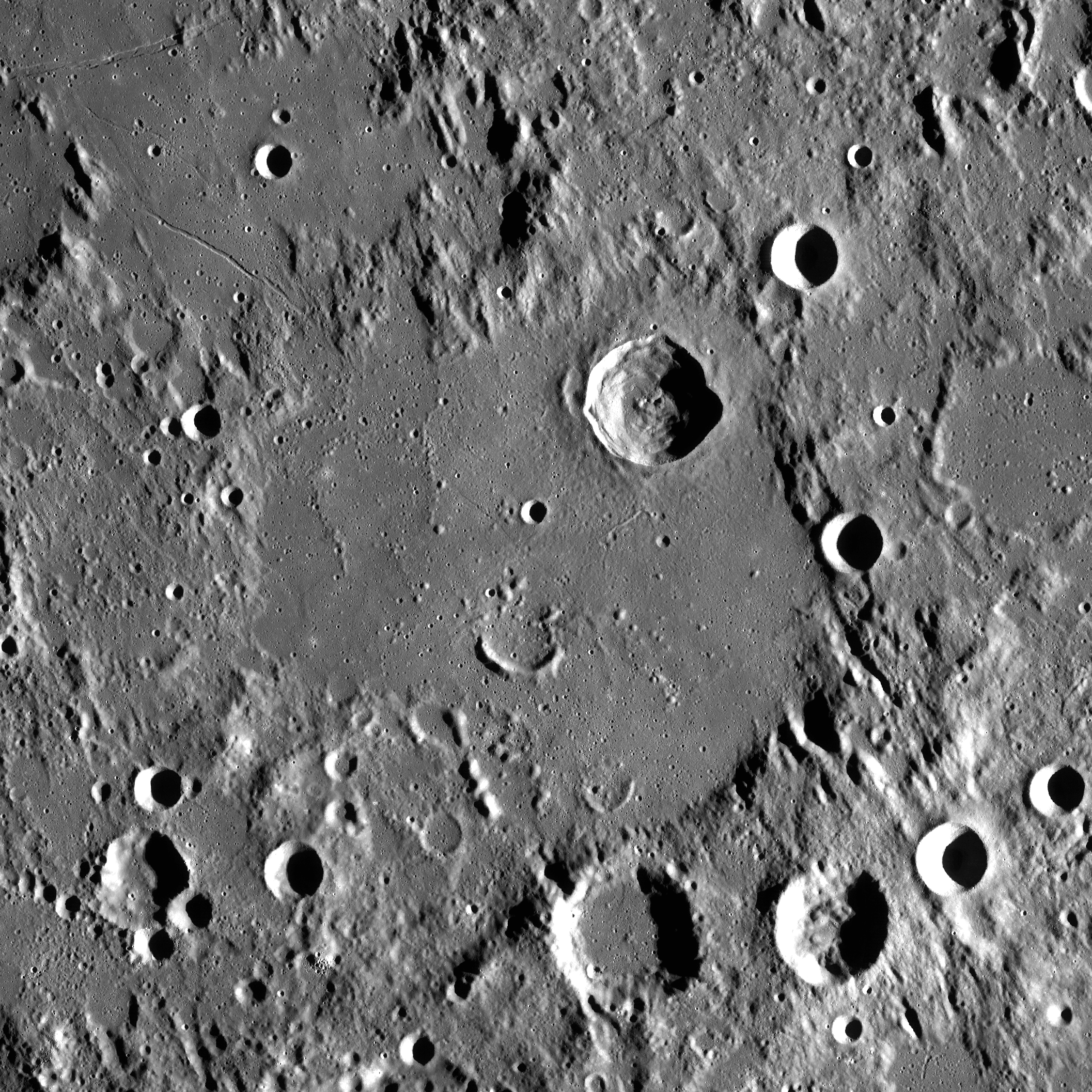
形成于前酒海纪时期的依巴谷环形山，陨坑特征已严重受损

月球表面保存了很多前酒海纪地貌，分布在月球正面南半球的一小部分及月球背面更大范围内。其中有最大的月球撞击坑-南极-艾托肯盆地和假设的盆地-风暴洋（它们是月球上保留至今最古老陨石坑）。由于位置不便，很多前酒海纪代的地区仍未被“阿波罗”宇航员或“月球”系列飞船调查过，但该年代的地质样本也在别处被采集到。
在这一时期，可能是44-42亿年前，月球地壳硬化。由于重力分离，较轻的物质从岩浆海洋中漂浮而出，因此，月球地壳多半由较轻的斜长岩、苏长岩和橄长岩等组成。在获取的古老样本中，发现一组月岩因蠕变而富含钾（K）、磷(P)和稀土金属(REE)，它们很可能为同一月海中较轻矿物的结晶或小行星撞击产生的熔化物。最古老月岩的放射性同位素年龄达到45.2亿年。在经历后期轰击后，仅由角砾岩碎屑构成的古月壳层相对未被改变。
前酒海纪时期，月球遭受了小行星及太阳系其它天体的强烈轰击。通过照片研究大约发现了30座撞击盆地，其中约三分之一是假设的。但从高度和重力测量所获得的月壳厚度数据中，成功地检测到了数以百计的古月球盆地。这些盆地已受到严重的破坏，几近没有景观特征。很明显它们中的绝大多数都属于前酒海纪。
没有检测到前酒海纪火山岩和火山地貌。不清楚当时是否有熔岩漫溢。即便有，所形成的月海想必也会毁于随后发生的大轰击。有关前酒海纪的月表、褶皱和断层仍属未知。
前酒海纪大型撞击坑（盆地）中，可能有阿波罗、伯克霍夫、格里马尔迪、洛伦兹、米尔恩、普朗克、庞加莱等陨石坑以及一些没有正式名称的对象包括：南极-艾托肯盆地、丰富海盆地、梦海盆地、南海盆地、史密斯海盆地和假设的界海盆地、岛海盆地、静海盆地、云海盆地和风暴洋盆地 。其中有一些陨石坑也可能属于酒海纪。

## 与地球地質期關係
由于地球上很少甚至不存在对应于月球前酒海纪時期的地質資料 ，前酒海纪至少被用于一项著名的科學工作-用來作為划分地球冥古宙的一项标准。尤其是有些時可發現冥古宙被區分成隱生代、盆地群代1-9、酒海紀和早雨海世，其中前二项是非官方的，且共同组成了前酒海纪。

## 外部連結
- https://web.archive.org/web/20160728124239/http://www.palaeos.org/Hadean